# Archipel des Embiez
L'archipel des Embiez, est un groupe de cinq îles françaises situé dans le département du Var. Il ferme au sud la rade du Brusc et la baie de Sanary-sur-Mer. Elles se situent à l'ouest de Six-Fours-les-Plages.

## Les îles
Les cinq îles principales sont :
- l'île des Embiez est la plus grande et qui est la propriété de Paul Ricard[1].
- l'île du Grand Rouveau dotée d'un phare et appartenant au Conservatoire du littoral ;
- l'île du Petit Rouveau est réservée à un domaine de reproduction d'oiseaux ;
- l'île du Grand Gaou, la deuxième par sa taille, est aménagée en parc et reliée au Petit Gaou par une passerelle ;
- l'île du Petit Gaou qu'une passerelle relie au continent.

L'ensemble des 2 dernières îles est dénommé la presqu'île du Brusc ou du Gaou.
L'archipel comprend également de nombreux îlots  comme ceux de La Cavelle ou des Magnons.

## Événement et cinéma
- L'archipel en décors de fond, a fait l'objet d'un tournage pour la série Draculi & Gandolfi de Guillaume Sanjorge[3],[4].

## Galerie

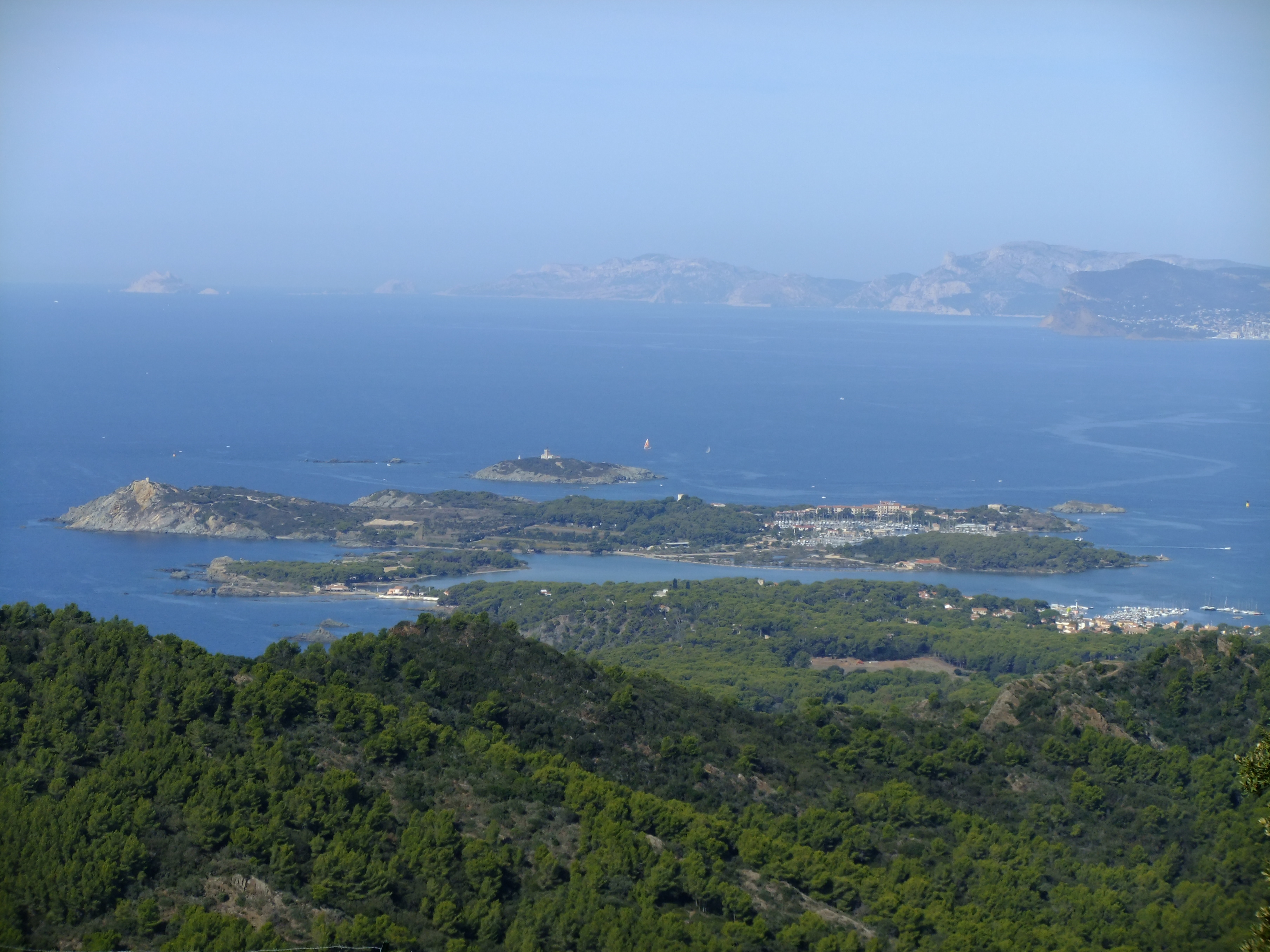
Vue des Embiez depuis Notre-Dame-du-Mai.
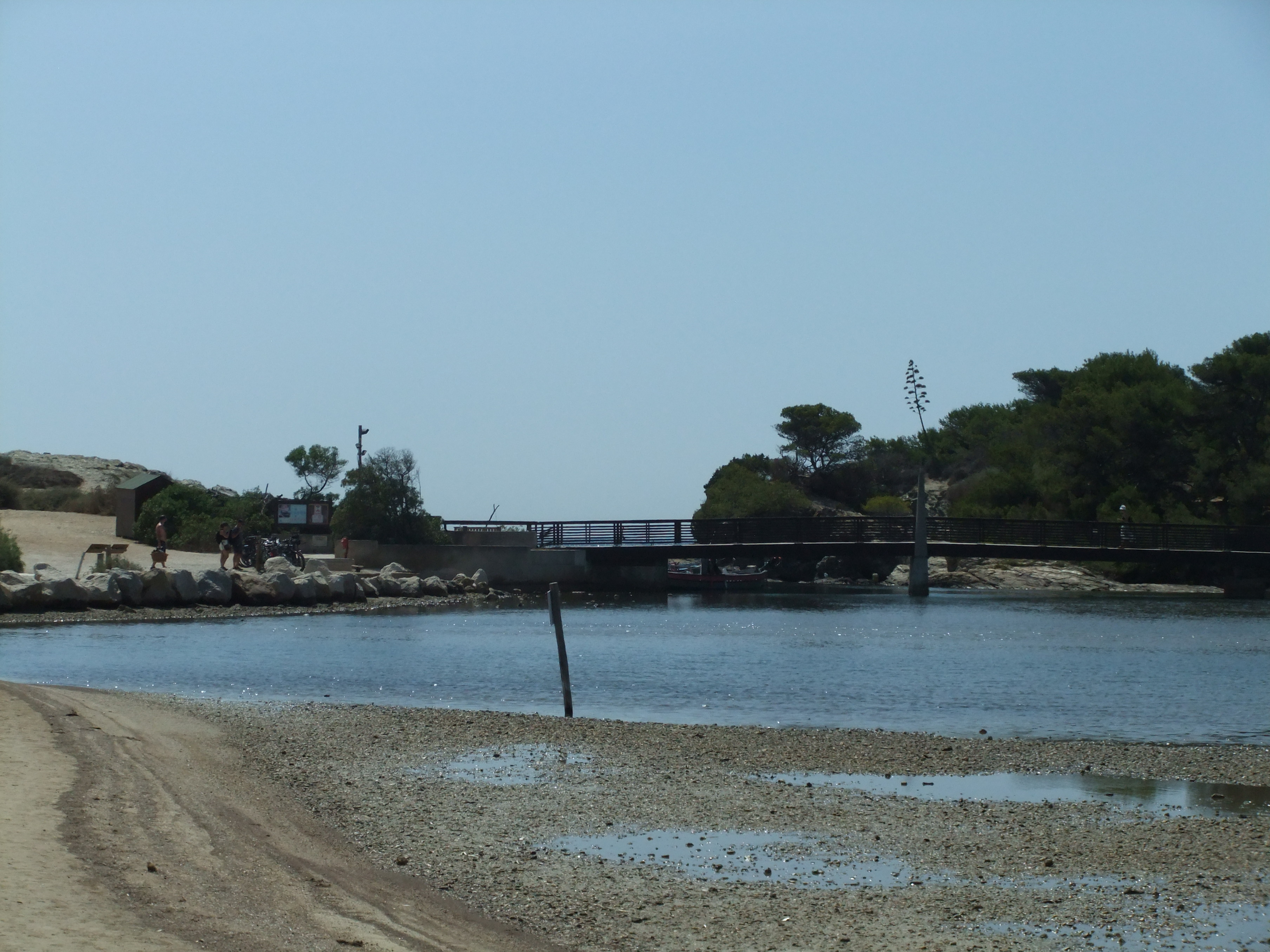
Passerelle du chenal du petit Gaou.
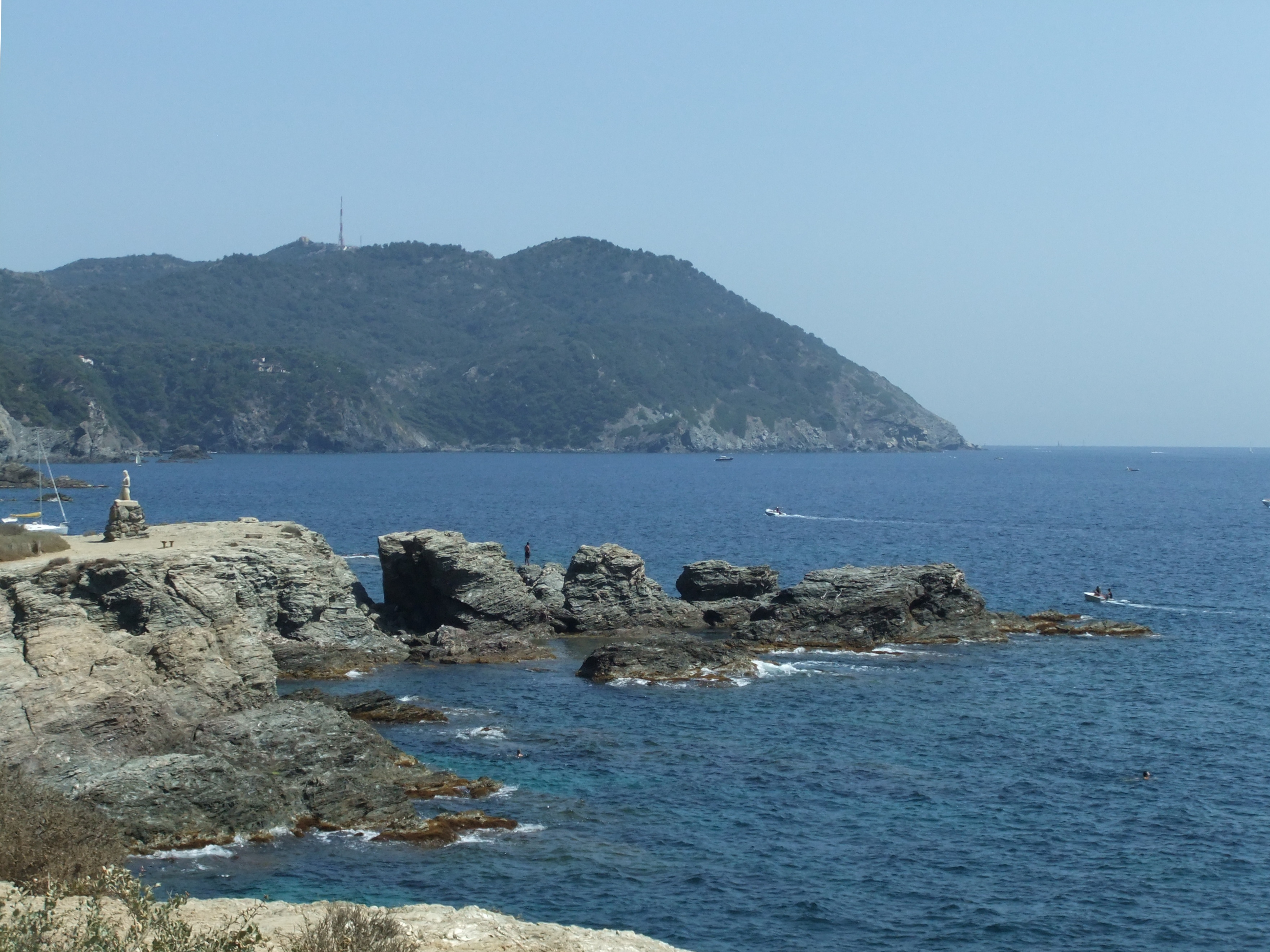
Pointes du petit Gaou et de l'éperon.
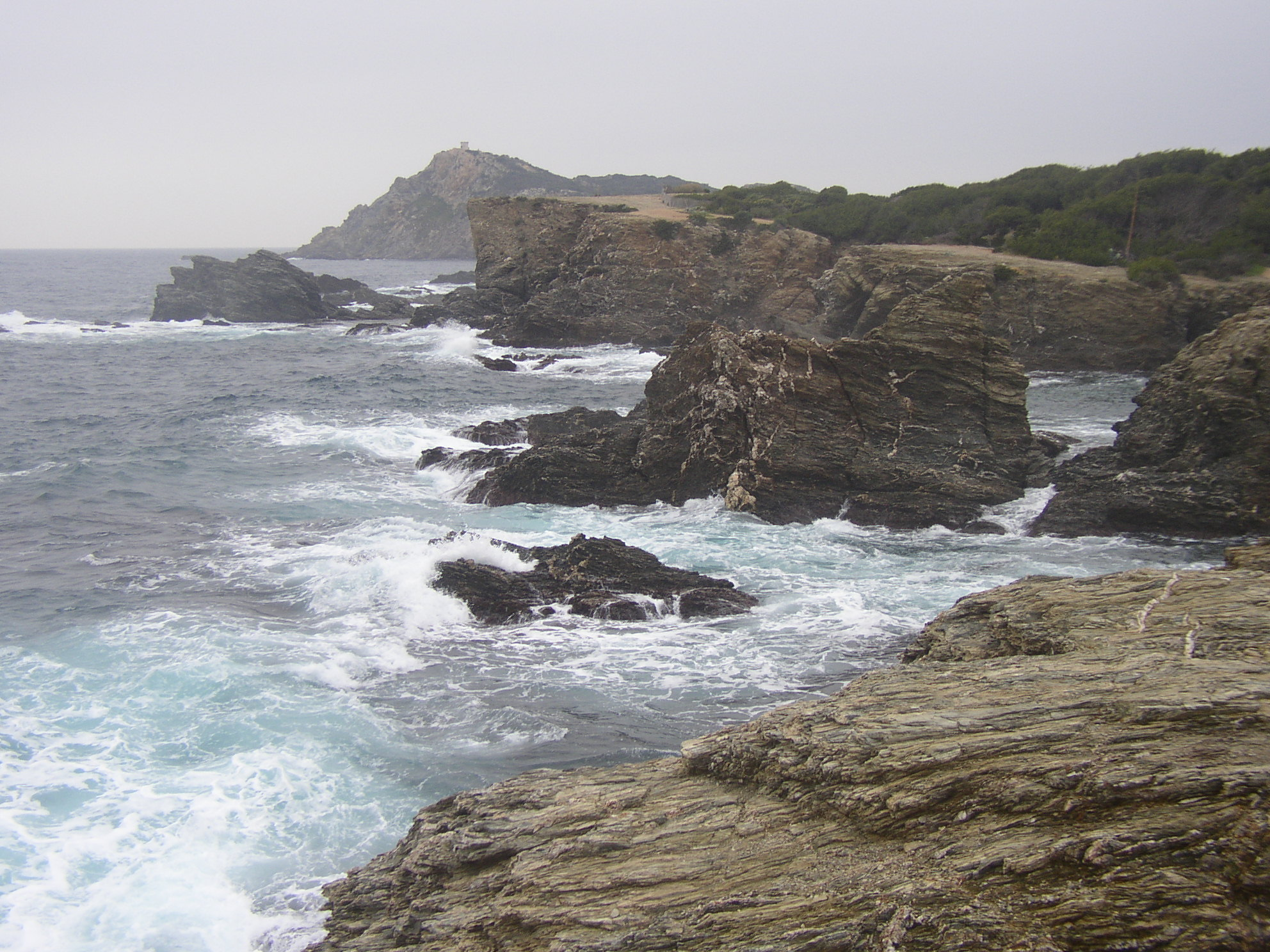
Pointe du Coucoussa.
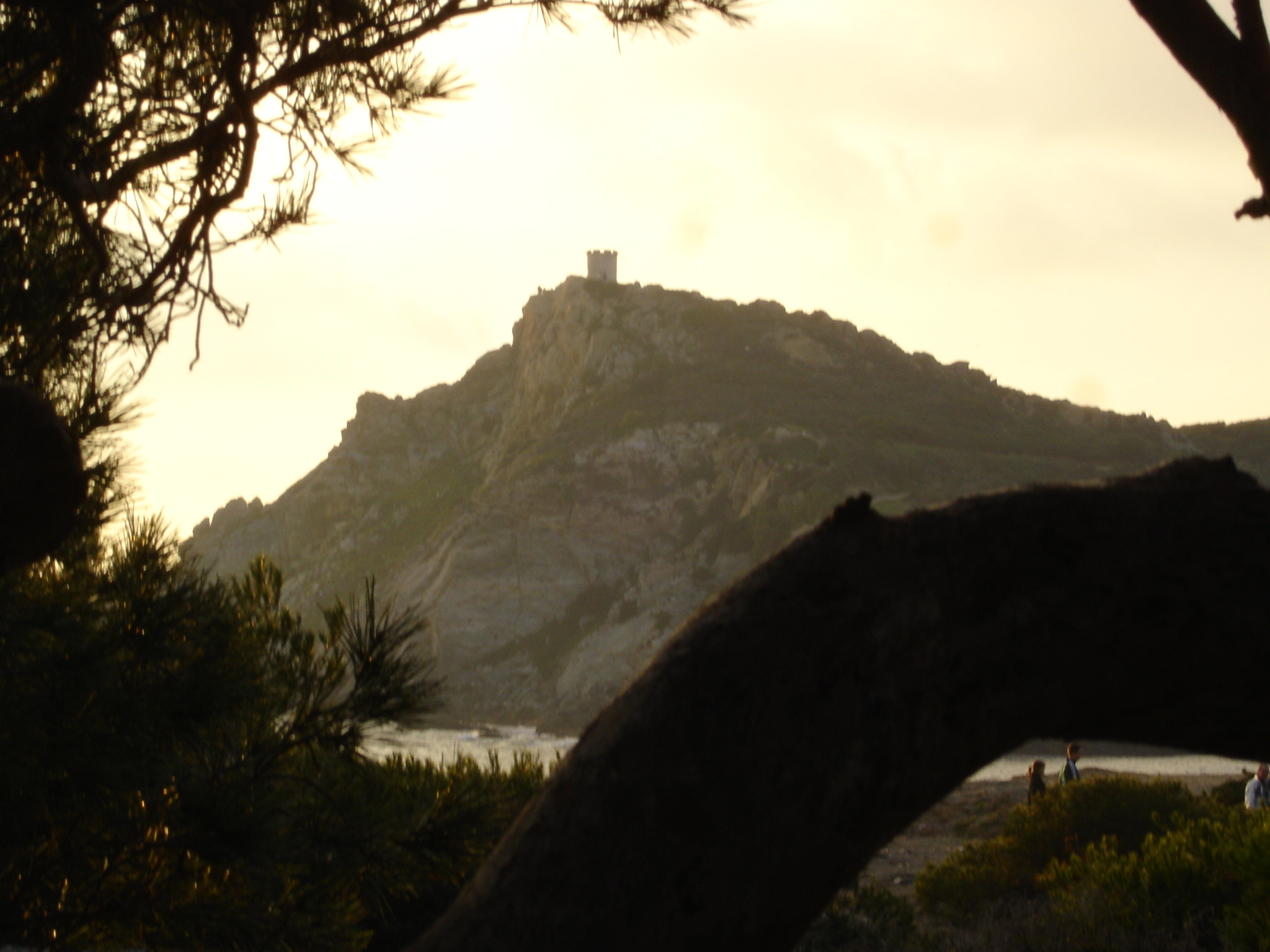
Tour de l'île des Embiez.
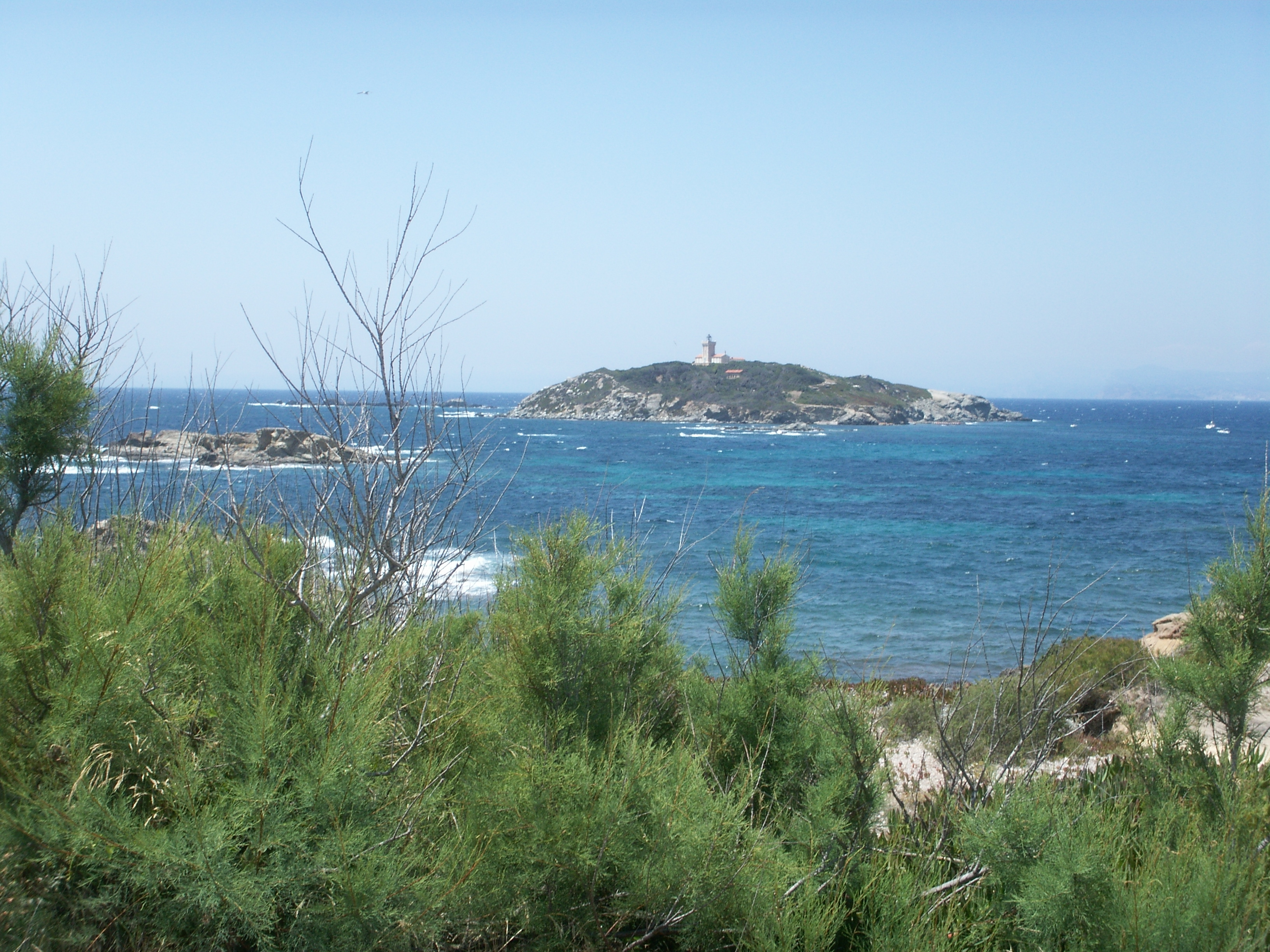
Phare du Grand Rouveau.
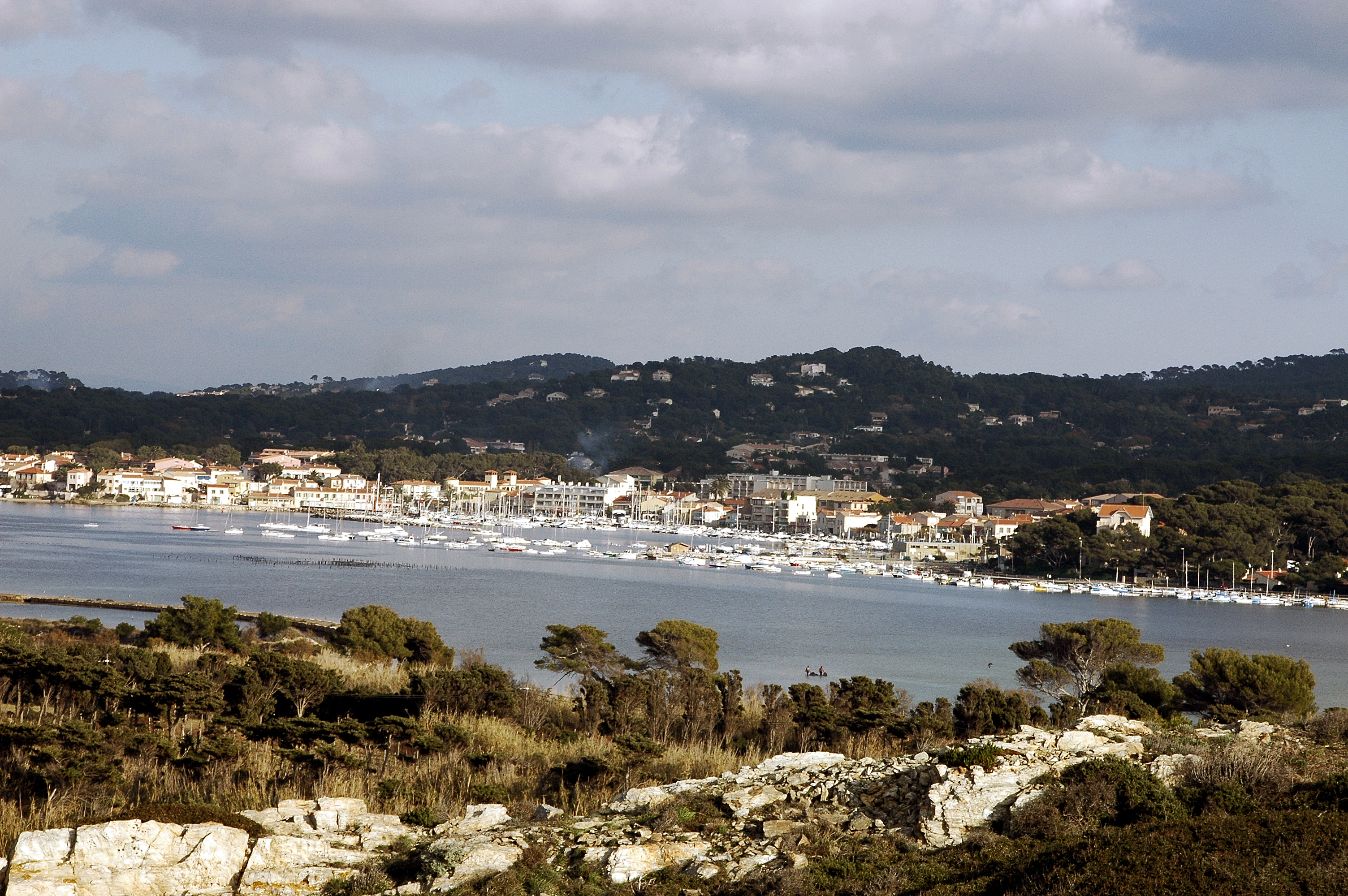
Le Brusc depuis l'île des Embiez.